# Phrixgnathus viridulus
Phrixgnathus viridulus är en snäckart. Phrixgnathus viridulus ingår i släktet Phrixgnathus och familjen punktsnäckor.

## Underarter
Arten delas in i följande underarter:
- P. v. caswelli
- P. v. viridulus